# Ganzeer
Ganzeer (en árabe egipcio, جنزير Ǧanzīr; nacido en 1982 en Guiza), cuyo nombre real es Mohammed Fahmy (محمد فهمي), es un diseñador gráfico, artista visual, caricaturista y activista egipcio, dado a conocer por su artivismo en el contexto de la Revolución Egipcia de 2011. Su trabajo trata temas como la responsabilidad civil y la justicia social. Fue detenido por sus ilustraciones críticas contra el Consejo Supremo de las Fuerzas Armadas de Egipto.

## Biografía
Mohammed Fahmy nació el 1 de enero de 1982 en Guiza, Egipto. Durante su juventud asistió a la Escuela de Negocios de El Cairo, aunque su pasión son los cómics y por aquél entonces quiso ser caricaturista. Más tarde conocería el oficio de diseñador gráfico y en 2005 montaría su propio estudio de diseño que tuvo una trayectoria de ocho años. Adoptó el pseudónimo de Ǧanzīr, que significa 'cadena' en árabe, en particular la cadena de una bicicleta, según él porque los artistas son el mecanismo que impulsa el cambio: «Nosotros no somos la fuerza impulsora (...), no somos la gente que pedalea, pero podemos conectar ideas y al hacerlo permitimos que la cosa se mueva». En un principio, el pseudónimo estuvo pensado para su estudio, pero como la gente que lo visitaba se dirigía a él como Ǧanzīr, acabó adoptando el pseudónimo para él mismo.
Fue destacado su papel como activista artístico en la Revolución Egipcia ocurrida entre finales de enero y principios de marzo de 2011, por la cual se derrocó al expresidente Hosni Mubarak y se dio paso al gobierno militar dirigido por Hussein Tantawi. Durante ese tiempo, Ganzeer realizó carteles, graffitis, distribuyó cuestionarios, calcomanías y pintó diversos murales por las calles de El Cairo, con el objetivo de «contrarrestar la propaganda de los medios oficiales». Fue acusado de instigador y en mayo de 2011 fue detenido durante un día por el SCAF (Consejo Supremo de las Fuerzas Armadas de Egipto), debido a una controversial ilustración en la que se puede observar a un superhéroe con los ojos vendados y amordazado, titulada قناع الحرية «Máscara de la Libertad». Debido al apoyo masivo, la policía lo dejó en libertad sin cargos.
Es colaborador habitual de la revista Rolling Bulb. Ha obtenido residencias en Finlandia, Polonia y Suiza, y ha expuesto alrededor del mundo. Rechaza la etiqueta de «grafitero» o «artista callejero».
En 2014 fue uno de los protagonistas del documental Art War, del director alemán Marco Wilms, y ese mismo año se publicó el libro Muros de libertad: Arte callejero durante la Revolución Egipcia, en donde se presentan varios artistas y entre ellos, Ganzeer.
Ganzeer también ha publicado algunos cómics, incluyendo su novela gráfica debut The Solar Grid (2019).

## Reconocimientos
The Washington Post lo describió como «uno de los veinticinco artistas callejeros más influyentes del mundo» (2014), mientras que Al-Monitor lo incluyó en la lista de «cincuenta personas que dan forma a la cultura de Oriente Medio».

## Galería

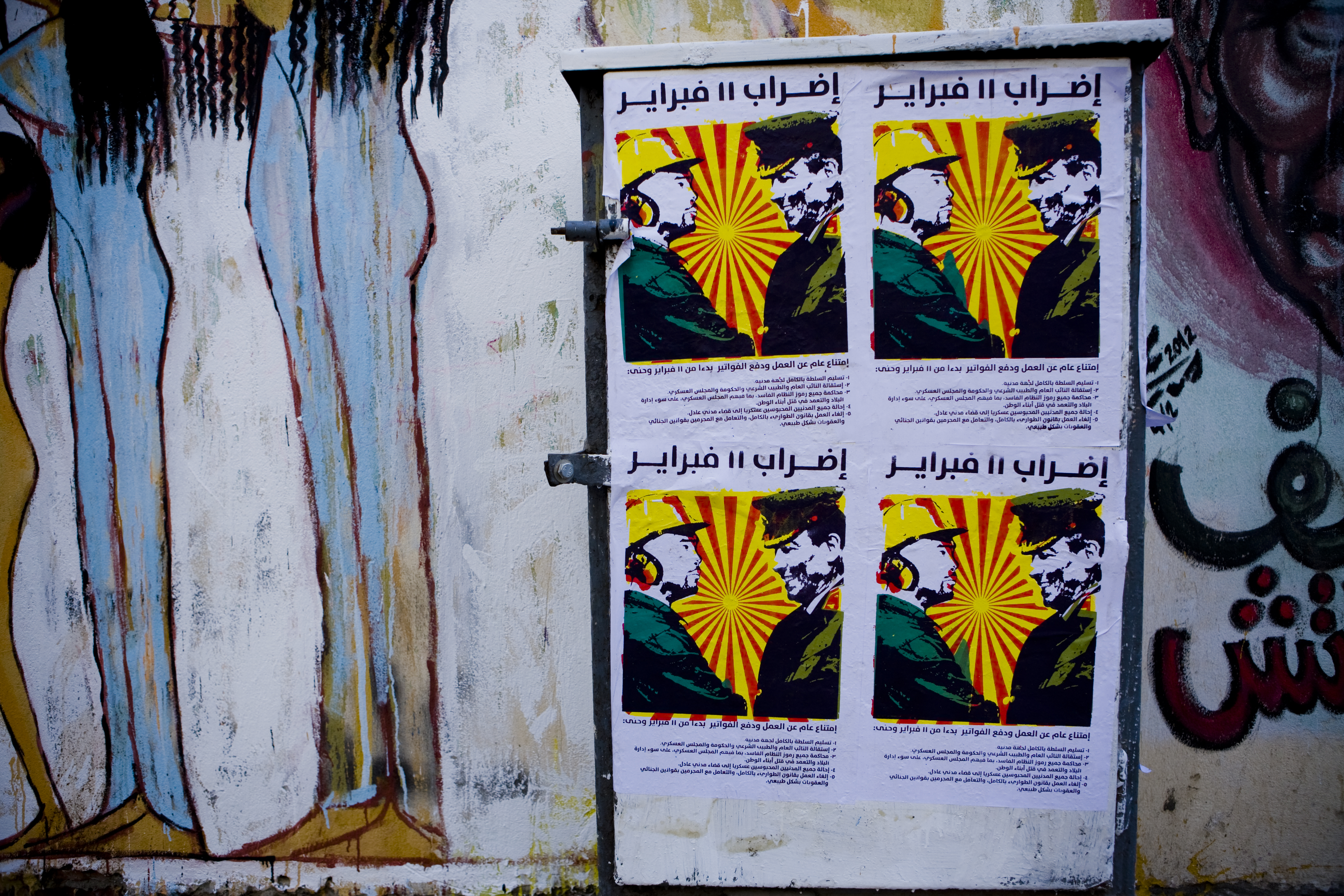
'Huelga del 11 de febrero', ennumerando las demandas al gobierno militar
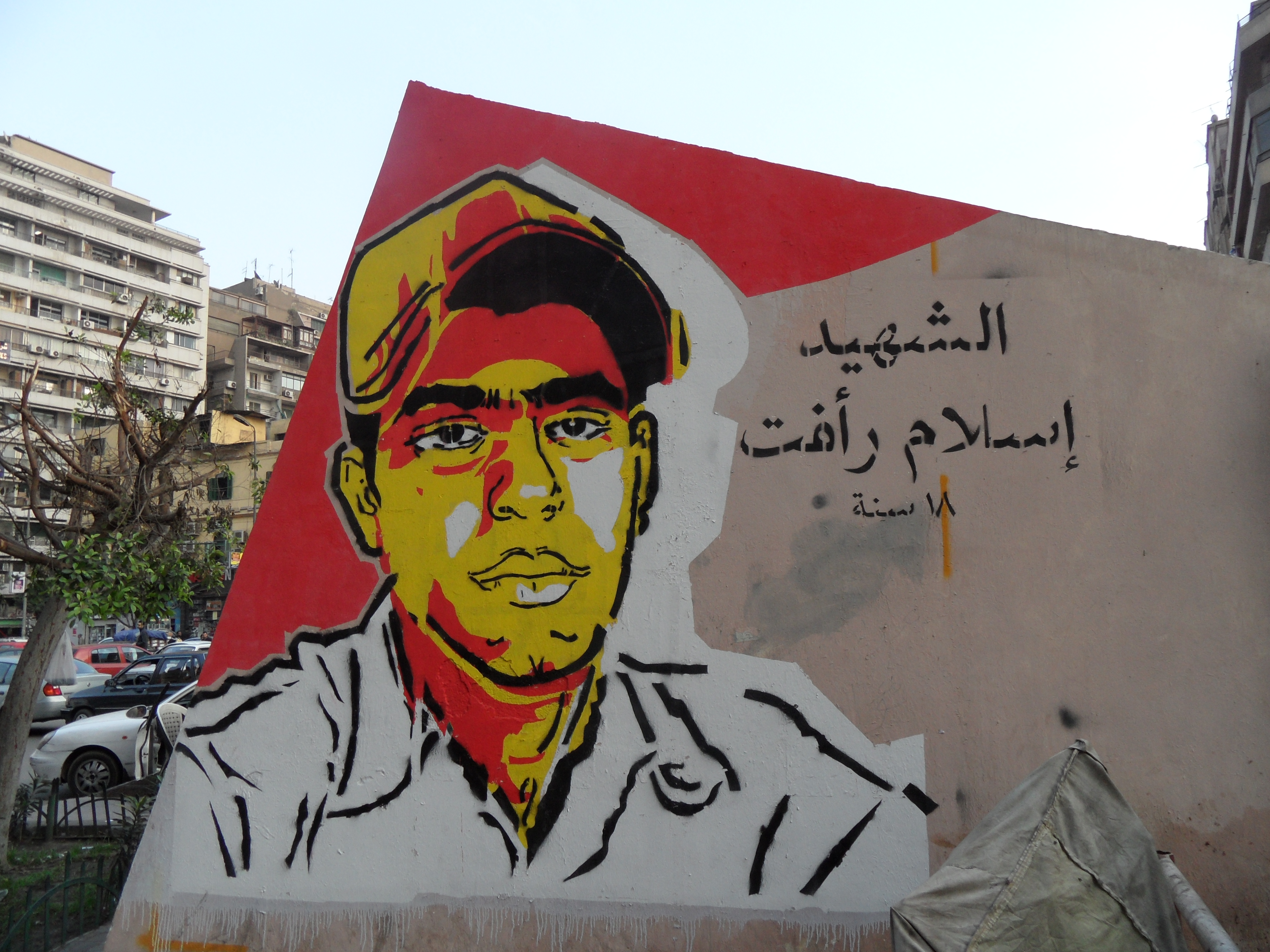
Grafiti esténcil de marzo de 2011. La cara es de un joven egipcio que fue de los primeros fallecidos por las fuerzas armadas durante la revolución. Pone الشهيد إسلام رأفت ١٨ سنة 'Al mártir Islam Raafat, 18 años'
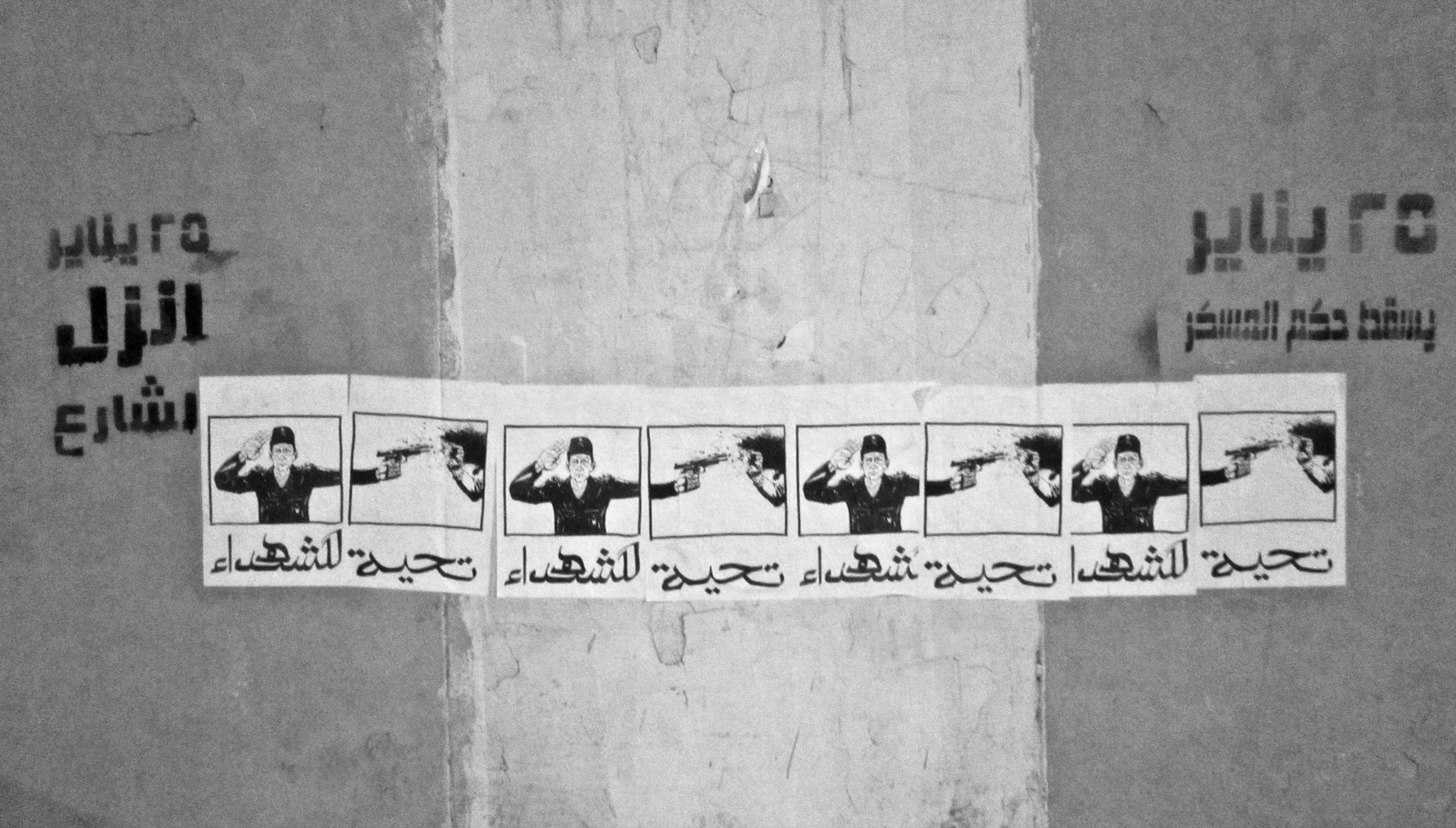
تحية للشهداء, 'Gloria a los mártires'
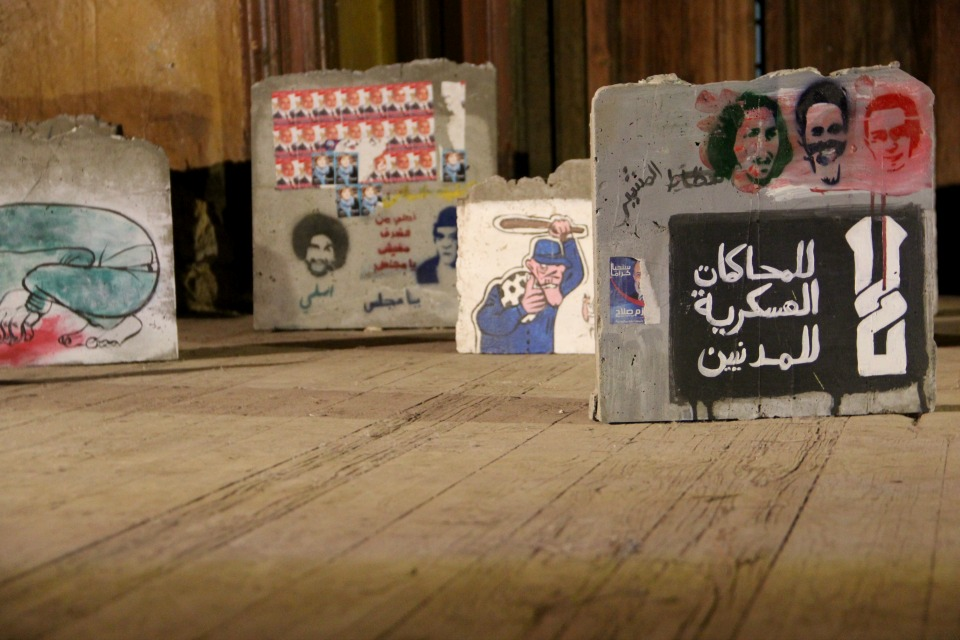
Improvisado "Museo de la Revolución" (2012), con obras de artistas activistas egipcios, como Hany Rashed, Ammar Abu Bakr o Ganzeer
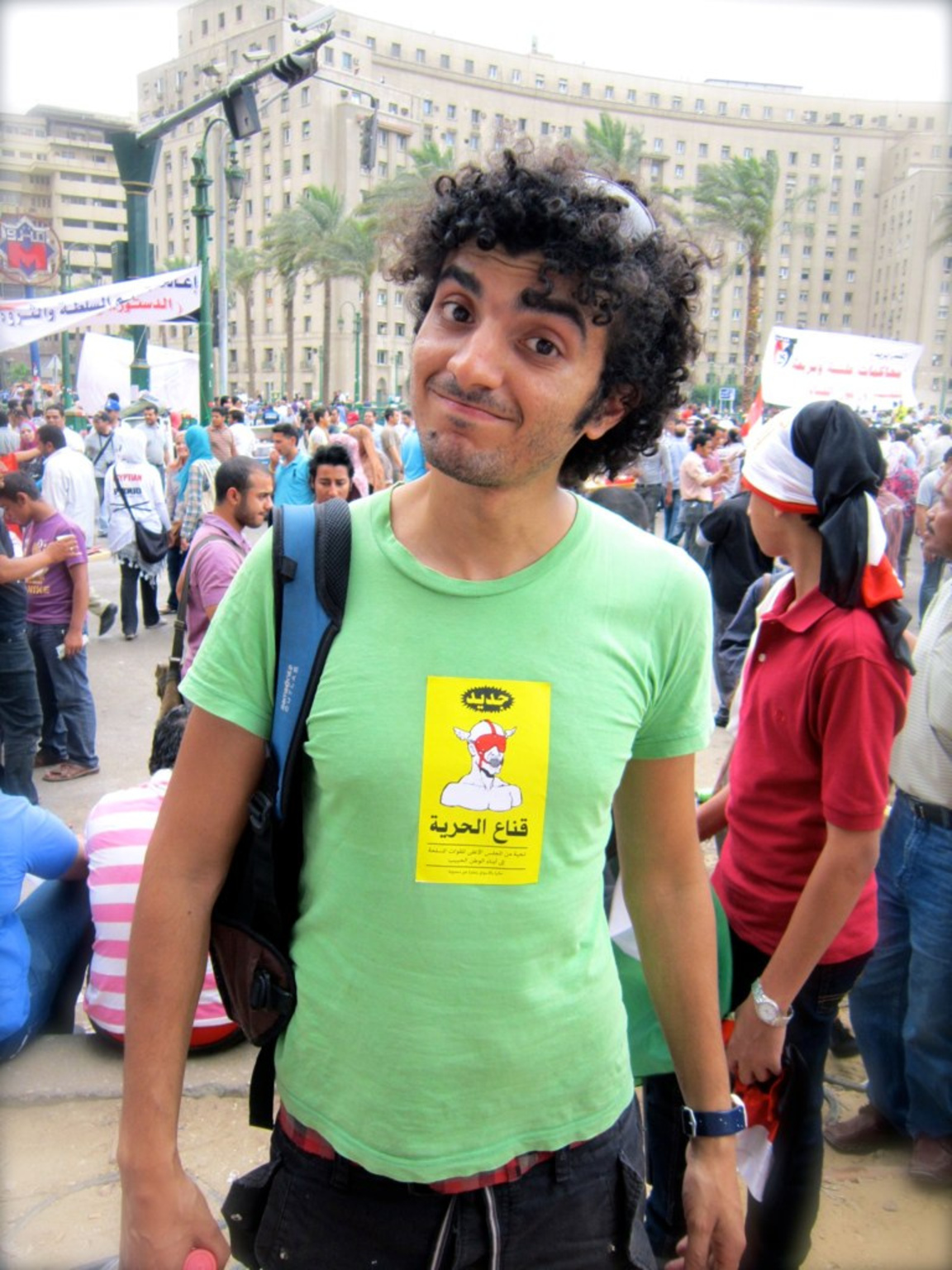
Ganzeer portando una camiseta con la ilustración que provocó su detención